# Іване Мерабішвілі
Іване (Вано) Мерабішвілі (груз. ვანო მერაბიშვილი, русифіковане — Іване Сергійович Мерабішвілі, рос. Иване Сергеевич Мерабишвили; нар. 15 квітня 1968, с. Уде, Адіґенський район, Грузинська РСР, СРСР) — грузинський державний і політичний діяч. Був депутатом парламенту Грузії, учасник Трояндової революції. Відомий реформуванням Міністерства внутрішніх справ Грузії.
Після революції був призначений помічником Президента Грузії, Міхеіла Саакашвілі, з питань національної безпеки — Секретарем Ради Національної безпеки Грузії (у 2004 році), а також міністром державної безпеки Грузії (у 2004 році) та міністром поліції та громадського порядку Грузії (у 2004—2012 роках). У 2012 році перебував на посаді прем'єр-міністр Грузії. Впродовж 2013—2020 років був ув'язнений за звинуваченнями у корупції.
Нагороджений державним орденом Перемоги імені Святого Георгія.

## Біографія
Іване Мерабішвілі народився 15 квітня 1968 року у селі Уде, що на той час входило до складу Адіґенського району Грузинської РСР СРСР (нині — Адіґенський муніципалітет краю Самцхе-Джавахеті). У 1992 році закінчив гірничотехнічний факультет Грузинського технічного університету. 1992—1995 — працював у політехнічному університеті і аграрному університеті, займав посади лаборанта, старшого лаборанта, асистента і молодшого наукового співробітника.
Політична кар'єра:
- 1995 — голова Товариства захисту прав землевласників.
- 1999 — обраний депутатом парламенту Грузії
- 2000 — обіймав посаду голови парламентського комітету з економічної політики і реформ.
- 2002 — генеральний секретар Національної партії Грузії.
- 26 січня — 7 червня 2004 — обіймав посади помічника президента Грузії з питань національної безпеки та секретаря Ради національної безпеки.
- 7 червня — 18 грудня 2004 — обіймав посаду міністра державної безпеки.
- 18 грудня 2004 — призначений на посаду глави нового міністерства поліції та громадського порядку (міністра внутрішніх справ) Грузії.
- 4 липня — 25 жовтня 2012 — прем'єр-міністр Грузії.

У ході грузинських реформ він як міністр внутрішніх справ лише за один день звільнив із ДАІ 14 тисяч поліцейських.
Після того, як Єдиний Національний Рух був усунутий від влади (жовтень 2012), заарештований за підозрою в корупції.
17 лютого 2014 року Кутаїський міський суд засудив Вано Мерабішвілі, звинуваченого у перевищенні службових повноважень, підкупі виборців і розтраті державних коштів, до 5 років ув'язнення.
Відбувши покарання майже сім років, Мерабішвілі вийшов на волю 20 лютого 2020 року.

## Нагороджені та почесні звання
- Орден Перемоги імені Святого Георгія

## Родина та особисте життя
Одружений, має двох дітей.